# رابح عصما
رابح عصما هو مغني وملحن أمازيغي جزائري ولد سنة 1961م في قرية رجاونة البور ضمن جبل رجاونة جنوب مدينة تيزي وزو شرق الجزائر العاصمة.

## مشواره الغنائي
بعد أن تيتم والده، بدأ رابح عصما الغناء في بداية الثمانينات في الجزائر لكن لم يكلل له النجاح فانتقل إلى باريس فالتقى بالعديد من الفنانين والموسيقيين الجزائريين والذين ساعدوه على إكمال المشوار بنجاح.
هاجر رابح أسماء إلى فرنسا وهو في الثامنة عشرة من عمره. كان قد أنهى للتو دراسته بمحض إرادته، وعندما وصل إلى باريس، التقى بصلاح سعداوي، وهو مغني جزائري كان يدير ما يشبه الملهى في الدائرة الحادية عشرة، حيث كان العديد من الفنانين الآخرين يقضون أوقاتهم معًا، الأمر الذي سوف تسهيل الاتصال بعالم الأغنية. 
وفي إشارة إلى هذه الفترة، يقول كاتب الأغاني: “عندما وصلت إلى فرنسا، أخبرني أحد الأصدقاء أنه يعرف السعداوي، فطلبت منه أن يعرفني. ذهبت لرؤيته وقمت بخدعة صغيرة عليه. وقد استعان بي الصداوي لأؤدي بشكل دوري في مؤسسته. لم أكن وحدي، لقد أمضيت نصف ساعة في منطقة القبائل. أذكر أول مرة قدمت لهم أغنية للحسناوي A ccix ameqran1”. وهكذا تمكن من إنتاج ألبومه الأول Xdem-as lxir عام 1982.
في عام 1985، أصبح رابح أسماء معروفًا لدى الجمهور القبايل بأغنيته "تانينا"، وفي عام 1987، حقق ألبومه "أي أدو" ("يا ريح") نجاحًا في جميع أنحاء الجزائر تقريبًا. وكانت فترة الإنتاج تتجدد كل عام، مما أدى إلى تزايد شعبيتها باستمرار.

## اللون الغنائي
يغني رابح عصما الاغنية القبايلية الجزائرية ولكن التي تغنى في الأعراس والحفلات ويغني أغاني الحب والعشق وعن الوطن.

## مكانته على الساحة الفنية
يحظى عصما بمكانة مميزة لدى الجمهور في الجزائر والخارج لسلامة وعذوبة أغانيه ويحترمه كل الجزائريون بجميع مستوياتهم.

## البوماته
له أكثر من عشرين ألبوما غنائيا منوعا.